# Renny Smith
Renny Piers Smith (Epsom, 3 ottobre 1996) è un ex calciatore austriaco con cittadinanza britannica, di ruolo centrocampista.

## Carriera

### Club
Nato a Epsom, in Inghilterra, ha studiato presso la Whitgift School di South Croydon. All'inizio del 2013 è entrato a far parte delle giovanili del Chelsea, anche se in seguito ha lasciato il club a causa di varie divergenze. Poco dopo, si è unito ai rivali storici dell'Arsenal, con il quale ha ottenuto una borsa di studio biennale, dopo aver svolto vari provini con Liverpool e Manchester City. Con la squadra giovanile dell'Arsenal, ha partecipato a varie competizioni giovanili, tra cui la UEFA Youth League, ma non viene mai convocato in prima squadra. Dal momento che non è riuscito a firmare un contratto da professionista con il club, nell'estate del 2015 è stato svincolato dopo che era terminata la borsa di studio.
Nell'agosto del 2015 ha firmato un contratto triennale con il Burnley dopo essersi messo in mostra in un amichevole contro lo Sheffield FC. È stato aggregato alla squadra giovanile. Nel febbraio del 2016 si è unito agli svedesi del GAIS in prestito per una stagione, dopo che un provino durato due settimane è andato a buon fine. Chiude la stagione con 10 presenze in campionato, subentrando spesso dalla panchina.
Nell'agosto del 2016, è stato richiamato dal prestito al GAIS, ed è stato acquistato dagli italiani del Vicenza a parametro zero. Nel novembre successivo ha esordito in Serie B sostituendo Francesco Signori nella vittoria per 1-0 sul Trapani. Il 31 gennaio 2017 viene girato in prestito al Mantova, in Lega Pro.
Il 5 luglio 2018 firma un contratto triennale con gli olandesi del Dordrecht.
Il 15 settembre 2020 si trasferisce, da svincolato, agli austriaci dello WSG Swarovski Tirol.

### Nazionale
Nonostante sia nato in Inghilterra, può giocare per l'Austria grazie alle origini del nonno materno. Suo padre aveva avvisato la Federcalcio austriaca della sua idoneità, e nell'aprile del 2014 ha ricevuto la sua prima convocazione con la nazionale Under-18 per un'amichevole contro la Danimarca, dopo essere stato notato dalla federazione nelle partite con le giovanili dell'Arsenal. Ha esordito nella vittoria per 2-1.

## Statistiche

### Presenze e reti nei club
Statistiche aggiornate al 25 settembre 2021.
| Stagione                   | Squadra                    | Campionato                 | Campionato | Campionato | Coppe nazionali | Coppe nazionali | Coppe nazionali | Coppe continentali | Coppe continentali | Coppe continentali | Altre coppe | Altre coppe | Altre coppe | Totale | Totale |
| Stagione                   | Squadra                    | Comp                       | Pres       | Reti       | Comp            | Pres            | Reti            | Comp               | Pres               | Reti               | Comp        | Pres        | Reti        | Pres   | Reti   |
| -------------------------- | -------------------------- | -------------------------- | ---------- | ---------- | --------------- | --------------- | --------------- | ------------------ | ------------------ | ------------------ | ----------- | ----------- | ----------- | ------ | ------ |
| feb.-ago. 2016             | GAIS                       | S1                         | 10         | 0          |                 | -               | -               |                    | -                  | -                  |             | -           | -           | 10     | 0      |
| 2016-gen. 2017             | Vicenza                    | B                          | 2          | 0          | CI              | -               | -               |                    | -                  | -                  |             | -           | -           | 2      | 0      |
| gen.-giu. 2017             | Mantova                    | LP                         | 13         | 1          | CI-LP           | -               | -               |                    | -                  | -                  |             | -           | -           | 13     | 1      |
| 2017-2018                  | Südtirol                   | C                          | 23+4       | 0          | CI-C            | 2               | 0               |                    | -                  | -                  |             | -           | -           | 29     | 0      |
| 2018-2019                  | Dordrecht                  | 1D                         | 35         | 4          | CO              | 1               | 0               |                    | -                  | -                  |             | -           | -           | 36     | 4      |
| 2019-2020                  | Dordrecht                  | 1D                         | 27         | 4          | CO              | 2               | 0               |                    | -                  | -                  |             | -           | -           | 29     | 4      |
| Totale Dordrecht           | Totale Dordrecht           | Totale Dordrecht           | 62         | 8          |                 | 3               | 0               |                    | -                  | -                  |             | -           | -           | 65     | 8      |
| 2020-2021                  | WSG Swarovski Tirol        | BL                         | 23         | 3          | CA              | 1               | 0               |                    | -                  | -                  |             | -           | -           | 24     | 3      |
| 2021-2022                  | WSG Swarovski Tirol        | BL                         | 2          | 0          | CA              | 2               | 0               |                    | -                  | -                  |             | -           | -           | 4      | 0      |
| Totale WSG Swarovski Tirol | Totale WSG Swarovski Tirol | Totale WSG Swarovski Tirol | 25         | 3          |                 | 3               | 0               |                    | -                  | -                  |             | -           | -           | 28     | 3      |
| Totale carriera            | Totale carriera            | Totale carriera            | 139        | 12         |                 | 8               | 0               |                    | -                  | -                  |             | -           | -           | 147    | 12     |